# Valpoy
Valpoy är en ort i Indien.   Den ligger i distriktet North Goa och delstaten Goa, i den sydvästra delen av landet, 1 500 km söder om huvudstaden New Delhi. Valpoy ligger 31 meter över havet och antalet invånare är 8 330.
Terrängen runt Valpoy är kuperad åt nordost, men åt sydväst är den platt. Runt Valpoy är det ganska tätbefolkat, med 108 invånare per kvadratkilometer. Närmaste större samhälle är Ponda, 19,3 km sydväst om Valpoy. I omgivningarna runt Valpoy växer huvudsakligen savannskog.